# Dofineja
Dofineja (francosko Dauphiné, tudi Dauphiné Viennois) je pokrajina in nekdanja provinca v jugovzhodni Franciji.

## Geografija
Provinco je od Languedoca na zahodu in Burgundije (Bresse) na severu ločila reka Rona, na vzhodu je mejila na Savojo in Piemont, na jugu pa na grofijo Venaissin in Provanso. Poleg zgodovinskega središča Grenoble se v pokrajini nahajajo še pomembnejši kraji Vienne, Valence, Die, Gap in Briançon.

## Zgodovina
Ozemlje Dofineje so v antiki naseljevali Allobrogi in ostala galska plemena. Z razpadom Zahodnorimskega cesarstva je postopno pridobilo samostojnost kot suverena gorska kneževina znotraj Svetorimskega cesarstva.
V 12. stoletju je imel lokalni veljak grof Guigues IV. Albonski (c.1095–1142) v svojem grbu delfina, po katerem je dobil vzdevek le Dauphin. Njegovi nasledniki so si dali spremeniti naslov iz grofov Albonskih v dauphin de Viennois, po njihovem sedežu v kraju Vienne. Poslednji samostojni vladar s tem naslovom Humbert II. Viennski je s sporazumom v Romansu 30. marca 1349 prodal svoje gospostvo francoskemu kralju Filipu VI. Glavni pogoj ob tem je bil, da nosi bodoči francoski kralj ob sebi naslov le Dauphin, kar se je tudi zgodilo. Prvi Dauphin de France je bil tako Filipov vnuk, bodoči kralj Karel V. Z naslovom je bila dauphinom podeljena tudi pravica do upravljanja tega ozemlja. Sporazum je za Dofinejo določal tudi oprostitev plačevanja več davkov, ki je bila pozneje predmet številnih parlamentarnih razprav na regijski ravni, pri čemer so lokalni voditelji branili svojo avtonomijo in privilegije pred napadi državee.
Provinca Dofineja je bila ukinjena med francosko revolucijo, ko je bila razdeljena na tri novonastale departmaje Isère, Hautes-Alpes in Drôme s središči v Grenoblu, Gapu in Valenceu.